# Arnold Jonke
Arnold Jonke, né le 25 décembre 1962 à Gmünd in Kärnten, est un rameur d'aviron autrichien.

## Carrière
Arnold Jonke participe aux Jeux olympiques d'été de 1992 à Barcelone et remporte la médaille d'argent en deux de couple avec son coéquipier Christoph Zerbst.